# Fauveliopsidae
Fauveliopsidae zijn een familie van borstelwormen uit de onderorde van de Cirratuliformia. De wetenschappelijke naam van de familie werd voor het eerst geldig gepubliceerd in 1971 door Hartman.

## Geslachten
- Fauveliopsis McIntosh, 1922
- Laubieriopsis Petersen, 2000
- Riseriopsis Salazar-Vallejo, Zhadan & Rizzo, 2019